# Bruno-Goller-Haus

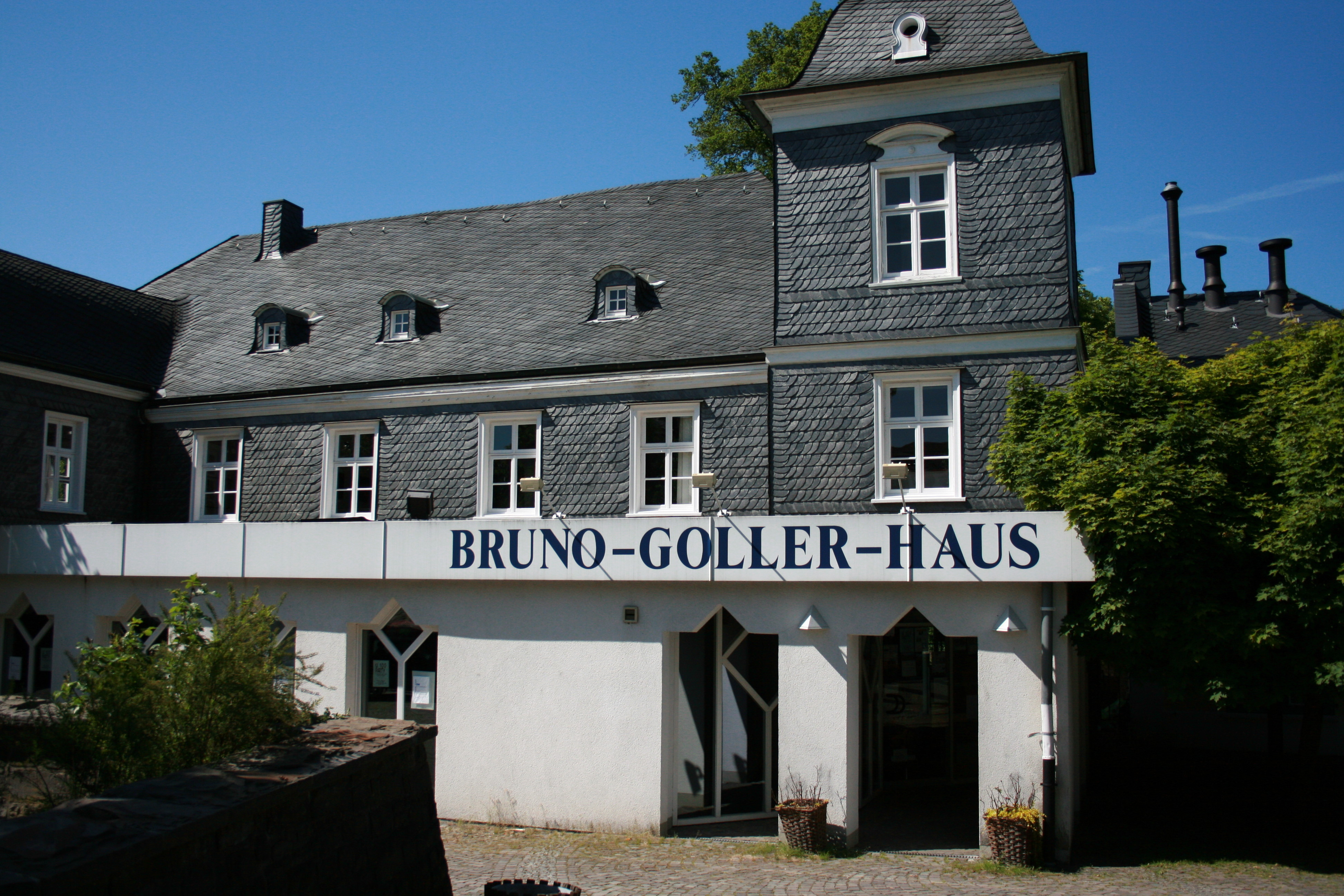
Das Bruno-Goller-Haus

Das Bruno Goller-Haus ist ein dreihundert Jahre altes Fachwerkhaus in Gummersbach. Es wurde nach dem aus Gummersbach stammenden Maler Bruno Goller benannt.
Es wird geschätzt, dass das Haus als Bauernhof entstand. Im 18. Jh. diente es als Kontorhaus des Anwesens von Johann Peter König. Auf einer Informationstafel vor dem Haus wird auf die historische Bedeutung des Bruno-Goller-Hauses und der umliegenden Gebäude im Baumhof hingewiesen, welcher im 18./19. Jahrhundert Gummersbachs Stadtzentrum darstellte.
Zwischen 1989 und 2012 wurde es als Kulturzentrum genutzt. Das Programm umfasste Konzerte, Vorträge, Lesungen, Kindertheater, Schauspiel und Kabarett. Im Turmzimmer befand sich eine permanente Ausstellung mit Werken von Bruno Goller.
Das Haus beherbergt heute die Entwicklungsgesellschaft Gummersbach mbH, eine städtische Tochterfirma für Stadtentwicklung.